# 中田俊輔
中田 俊輔（なかた しゅんすけ、3月24日 - ）は日本の男性声優。

## 略歴
- 大阪府出身[1]。身長 162cm[1]。
- 以前、声優ユニット「男性声優集団be-Vies」のメンバーだった。
- 以前は株式会社マルチックアイ[2]、有限会社ラディクス、ムーブマン[3]に所属していた。
- 現在は、プロダクション・エースに所属している。

## 出演
太字はメインキャラクター。

### テレビアニメ
2006年
- GEKIFU 妖逆門（2006年 - 2007年、河童稲荷、水虎、刃羽、古木の変化、オヤウカムイ、古木の変化、ヒデヨシ、刃羽 他）

2007年
- ショートDEアニメ魂
  - 「猫ラーメン」（源さん(丸越源三郎)、ヒロシ）
  - 「大根刑事」（大根刑事）

2016年
- 私がモテてどうすんだ（良オタク）

2020年
- まえせつ!（着ぐるみ芸人、芸人）

2021年
- 湖池屋SDGs劇場 サスとテナ（オセン、マナバセーロ、市民）

### OVA
- Angel's Feather（ヘルハウンド、櫂の秘書）
- くりいむレモン New Generation vol.3 亜美 後編「もういちど…」（M）

### ゲーム
- 甲虫格闘 ムシ-1 グランプリ（2005年、ナレーション）
- そしてこの宇宙にきらめく君の詩（2006年、リカルド・フラッド 他）
- Fallout 4（2016年、クレム）

### 吹き替え

#### ドラマ
- ハイスクール・ウルフ（生徒1）

#### 映画
- コード・ジーン（マウス）
- 潜入黒社会（黒服）
- ツインローズ

### ボイスオーバー
- ヒストリーチャンネル
  - 「現代の驚異＃452　菌類」（ゲイリーストローベル博士、他）
  - 「現代の驚異＃445　クラッシュ」（スティーブ・ウェルナー博士）

### 舞台
- 男性声優集団be-Vies　第1回公演『「誠」新選組』 -　近藤勇 役
- 劇団大富豪「コクハクチ。」 -　紋寿四郎 役
- ボイスドラマ「セレスティアル・ガーデン」※朗読
- LKVIプロデュース リーディングシアター「ホス探へようこそ」※朗読
- 演劇集団T-BORN　リーディングシアター「トンボの眼」
- 声優による群読構成劇「口伝 平家物語」
- LKVIプロデュース「ホス探へようこそepisode2」※朗読
- 演劇集団チキンラン　第1回公演「Trabant(トラバント)」※朗読
- TACCSぷれぜんつ「第6回東京楽笑寄席〜新人会〜」※コント
- LKVIプロデュース リーディングシアター「ホス探へようこそFINAL」※朗読